# Communauté de communes du Perche senonchois
La communauté de communes du Perche senonchois est une ancienne communauté de communes française du Perche, située dans le département d'Eure-et-Loir et la région Centre-Val de Loire.

## Historique
- 31 décembre 2016 : fusion de la communauté de communes avec la communauté de communes de l'Orée du Perche pour former la communauté de communes des Forêts du Perche
- 25 novembre 2003 : création de la communauté de communes

## Territoire communautaire
La Communauté de communes appartient au Pays du Perche d'Eure-et-Loir.

### Composition
La communauté de communes était composée des communes suivantes, toutes du canton de Senonches :
| Nom                    | Code Insee | Gentilé         | Superficie (km2) | Population (dernière pop. légale) | Densité (hab./km2) |
| ---------------------- | ---------- | --------------- | ---------------- | --------------------------------- | ------------------ |
| Senonches (siège)      | 28373      | Senonchois      | 62,48            | 3 106 (2014)                      | 50                 |
| Digny                  | 28130      | Dignyçois       | 39,99            | 965 (2014)                        | 24                 |
| La Framboisière        | 28159      | Framboisièriens | 5,23             | 349 (2014)                        | 67                 |
| Jaudrais               | 28200      | Jaudraisiens    | 15,30            | 382 (2014)                        | 25                 |
| Louvilliers-lès-Perche | 28217      |                 | 14,50            | 174 (2014)                        | 12                 |
| Le Mesnil-Thomas       | 28248      |                 | 16,34            | 344 (2014)                        | 21                 |
| La Saucelle            | 28368      | Saucellois      | 14,26            | 191 (2014)                        | 13                 |

## Organisation

### Siège
Le siège de l'intercommunalité est en mairie de Senonches.

### Élus
La communauté est administrée par son Conseil communautaire, composé de 25 délégués représentant chacune des 7 communes membres, répartis sensiblement en fonction de l'importance de leur population, soit, pour la mandature 2014-2020 : 
- 10 délégués et 2 suppléants, pour Senonches ;
- 5 délégués et 2 suppléants, pour Digny ;
- 2 délégués pour La Framboisière, Jaudrais, Louvilliers-lès-Perche, La Saucelle et Le Mesnil-Thomas[2].

Le conseil communautaire du 18 avril 2014 a réélu son président-fondateur, Xavier Nicolas, maire de Senonches, ainsi que les membres du bureau, de manière que chaque commune y soit représentée par deux élus : 
Vice-présidents
1. Patrick Lafave, vice-président de la commission de Jeunesse et sport.
2. Marie-Christine Loyer, maire de Louvilliers-lès-Perche, vice-présidente de la commission du développement économique,
3. Nicole Lahouati, maire du Mesnil-Thomas, vice-présidente de la commission culture, tourisme et aménagement du territoire ;
4. Jacques Baston, maire de La Saucelle, vice-présidente de la commission environnement ;
5. Christelle Lorin, maire de Digny,  chargée de la commission des finances et ressources humaines ;

Autres membres
Le conseil a également élu Francisco Dos Reis (maire de Jaudrais), Josette Musy (élue de Jaudrais), Éric Gourloo (élu de Senonches), Catherine Bossion (élue de La Framboisière), Emmanuel Chauveau (élu de Digny),  Bernard Gatien (élu de Louvilliers-lès-Perche), Laurent Bourgeois (élu du Mesnil-Thomas), Alain Beure (élu de La Saucelle),.
Ensemble, ils constituent le bureau communautaire pour la mandature 2014-2020.

### Liste des présidents
| Période                                  | Période                   | Identité       | Étiquette | Qualité |
| ---------------------------------------- | ------------------------- | -------------- | --------- | --- |
| Les données manquantes sont à compléter. |                           |                |           | |
| 2003                                     | En cours (au 22 mai 2016) | Xavier Nicolas | LR        | Pharmacien Maire de Senonches (2001 → ) Conseiller Régional (2015 → ) Conseiller général de Senonches (2001 → 2015) Vice-président du Conseil général d'Eure-et-Loir (2001 → 2015) Réélu pour le mandat 2014-2020 |

### Compétences
L'intercommunalité exerce les compétences qui lui ont été transférées par les communes membres, dans les conditions définies au code général des collectivités territoriales. Il s'agit de 
- Aménagement de l'espace 
  - Création et réalisation de zone d'aménagement concerté (ZAC) (à titre obligatoire)
  - Schéma de cohérence territoriale (SCOT) (à titre obligatoire)
  - Schéma de secteur (à titre obligatoire)
- Autres - Préfiguration et fonctionnement des pays (à titre facultatif)
- Développement et aménagement économique
  - Création, aménagement, entretien et gestion de zone d'activités industrielle, commerciale, tertiaire, artisanale ou touristique (à titre obligatoire)
  - Tourisme (à titre obligatoire)
- Développement et aménagement social et culturel
  - Activités culturelles ou socioculturelles (à titre facultatif)
  - Activités sportives (à titre facultatif)
  - Établissements scolaires (à titre optionnel)
  - Transport scolaire (à titre facultatif)
- Environnement
  - Assainissements collectif et non collectif (à titre facultatif)
  - Collecte et traitement des déchets des ménages et déchets assimilés (à titre optionnel)
- Logement et habitat 
  - Action en faveur du logement des personnes défavorisées par des opérations d'intérêt communautaire (à titre optionnel)
  - Opération programmée d'amélioration de l'habitat (OPAH) (à titre facultatif)
  - Programme local de l'habitat (à titre facultatif)
- Sanitaires et social - Action sociale (à titre facultatif)

### Régime fiscal et budget
La Communauté de communes est un établissement public de coopération intercommunale à fiscalité propre.
Pour financer l'exercice de ses compétences, elle perçoit la fiscalité professionnelle unique (FPU) – qui a succédé à la taxe professionnelle unique (TPU) – et assure une péréquation de ressources entre les communes résidentielles et celles dotées de zones d'activité.
Elle bénéficie également d'une dotation globale de fonctionnement bonifiée.